# 劳拉·普莱潘
蘿拉·海倫·普萊潘（英語：Laura Helene Prepon，1980年3月7日—）是一位美國女演員。出道甚早的她，著名的代表作有已製播8季以上的《70年代秀》電視影集。
在《70年代秀》之後，蘿拉的主要工作就在小螢幕。曾經於電視影集《老爸老妈的浪漫史》、《靈媒緝凶》，和《灵书妙探》當中客串過。在2011年，蘿拉主演一部情境喜劇《我用青春買醉》，這部由知名美國作家Chelsea Handler其2008年的暢銷書Are You There, Vodka? It's Me, Chelsea改編而成。蘿拉扮演其中的雀兒西的角色，於2012年1月11日首播。2013年起，於網飛影集《勁爆女子監獄》中飾演艾麗克斯·沃斯，為常設角色，直到2019年第七季全劇終。

## 早期生活
蘿拉出生於紐澤西的Watchung區，母親為Marjorie，高中教師；父親為Michael，骨科外科醫生。蘿拉的父親於1993年在心臟手術過程中不幸過世，享年49歲。當時蘿拉才13歲。蘿拉是五個小孩中最小的。蘿拉之後進入Watchung Hills Regional High School高中。之後進入紐約的戲劇學校(Caroline Thomas' Total Theater Lab)她的父親有俄國猶太人血統，而母親則是愛爾蘭血統。

## 職業生涯

### 1995–2005
蘿拉在紐約時參與過一些戲劇作品如「A Woman of Property」和「Ascension Day」。到了1996年，她在戲劇學校與凱洛琳‧湯瑪斯修習戲劇。在同年，她參與歌手 Sneaker Pimps的音樂錄影帶6 Underground演出。之後，在1997年9月，她參與Levi's投資的節目《They Go On》，在網路上播放的肥皂劇。蘿拉同時也從事模特兒工作，在巴黎、米蘭、巴西從事平面模特兒工作。
在演出《70年代秀》(That 70s Show)的空檔，蘿拉也參與獨立製作電影「The Pornographer: A Love Story」的演出。該部電影描述一個導演和一個女演員之間的特殊關係。她也參與電影《懶骨頭》(Slackers)的演出。該部電影描述兩個好朋友試圖在大學作弊，但是最後被抓到。蘿拉曾經在2002年因《70年代秀》獲得青少年選擇獎提名。到了2001年，她首次獲得她第一個正式的電影演出，在一個獨立製作的電影《Southlander》，一部音樂喜劇由Steve Hanft導演，並由Beck，Beth Orton和Hank Williams III主演，該部電影中，蘿拉飾演一個年輕的電視靈媒叫做Seven=Five。
蘿拉也主持過各式不同的頒獎典禮，包括Second Annual TV Guide Awards(2000年)，青少年選擇獎(Teen Choice Awards)(2000年)，和第28屆美國音樂獎(American Music Awards)(2001年)。她也曾經上過時尚雜誌《Maxim》的封面兩次，一次她是一頭紅髮，一次則是一頭金髮。並曾經為Gap製作過電視廣告，雖然並未播映過。蘿拉曾經在《Stuff》雜誌上被提名為世界上最性感的102名女性其中一員(2002年)，並且在《Maxim》雜誌的「性感100」("Hot 100")當中被提名(2005年)。蘿拉也曾經替遊戲《最後一戰2》配音(2004年發行的版本)。她第一個知名的演出是在2004年的《Lightning Bug》，並由Bret Harrison、Kevin Gage和Ashley Laurence等人主演。
她也曾在節目《Late Night with Conan O'Brien》2003和2004年當中演出，並在《Last Call with Carson Daly》2003年和2005年當中演出。並且在電視劇《MTV's Cribs》當中演出(2003)年。

## 備註
1. ↑  . Hollywood.com.   [2010-10-31]. （原始内容存档于2013-01-25）.
2. ↑  Lynch, Jason. . People.com. 1999-09-27  [2010-10-31]. （原始内容存档于2016-07-19）.
3. ↑  Laura Prepon. . AskMen.com.   [2010-10-31]. （原始内容存档于2010-11-25）.
4. ↑  . Hollywood.premiere.com.   [2010-10-31]. （原始内容存档于2011-08-07）.
5. 1 2  Young, Paul. . Maxim magazine. January 2001, (#37). (text can be found here （页面存档备份，存于）)
6. ↑  . Movies.yahoo.com.   [2010-10-31]. （原始内容存档于2011-06-29）.
7. ↑  "Laura Prepon." Total Theatre Lab.
8. ↑  "The Fall Girls." Maxim. September 1998.
9. ↑  .   [2012-11-22]. （原始内容存档于2012-11-26）.
10. ↑  . tvguide.com.   [5 January 2011]. （原始内容存档于2020-09-23）.
11. ↑  . Celebritybazar.com.   [2010-10-31]. （原始内容存档于2011-07-08）.
12. 1 2  . Filmreference.com.   [2010-10-31]. （原始内容存档于2020-08-03）.
13. 1 2  . Perfect People.   [2010-10-31]. （原始内容存档于2014-09-08）.
14. ↑  . Absolutely.net.   [2010-10-31]. （原始内容存档于2008-12-03）.
15. ↑  . Yuddy.com. 1980-03-07  [2010-10-31]. （原始内容存档于2008-12-01）.